# 3-е экспедиционное соединение морской пехоты
3-е экспедиционное соединение морской пехоты (англ. III Marine Expeditionary Force, III MEF) — тактическая группировка наземных сил и авиации (Marine Air Ground Task Force (MAGTF)) Корпуса морской пехоты США.

## Состав

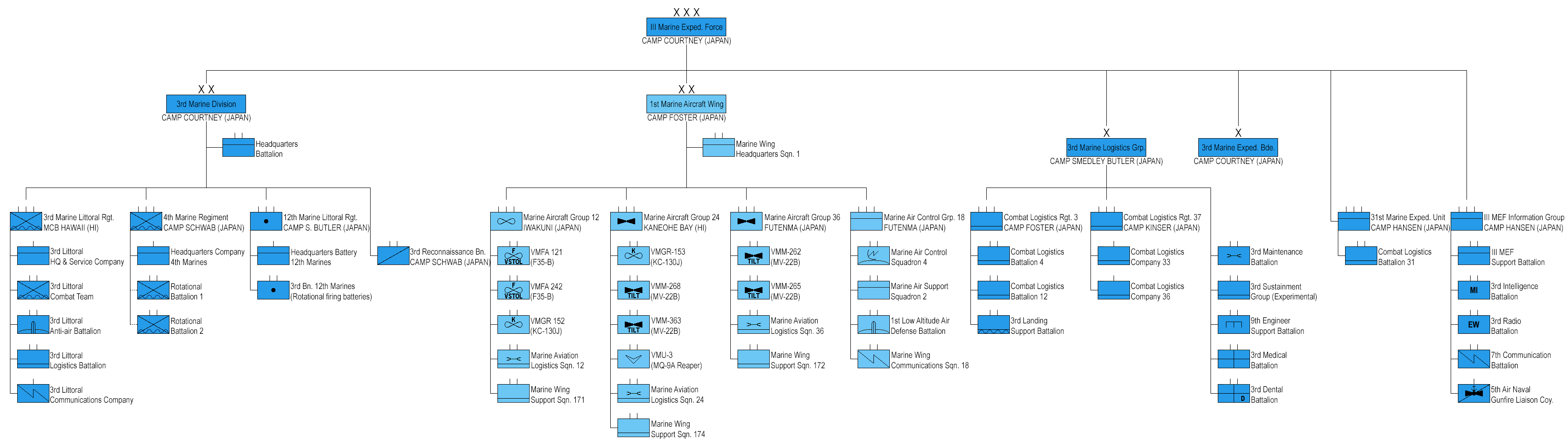
Состав 3-го ЭСМП на 2021 год.

Основными соединениями 3-го экспедиционного соединения морской пехоты США являются:
- Группа управления (III Marine Expeditionary Force Headquarters Group)
  - штаб (III Marine Expeditionary Force Headquarters)
  - 3-й разведывательный батальон[англ.]
  - 3-й батальон военной полиции (3rd Law Enforcement Battalion)
  - 3-й батальон радиоэлектронной борьбы[англ.]
  - 7-й батальон связи[англ.]
  - 5-я рота взаимодействия с ВМС и авиацией[англ.]
- 3-я дивизия морской пехоты (3rd Marine Division)
- 1-е авиационное крыло морской пехоты[англ.]
- 3-я группа тылового обслуживания морской пехоты[англ.]
- 3-я экспедиционная бригада морской пехоты[англ.]
- 31-й экспедиционный отряд морской пехоты[англ.]